# Política industrial

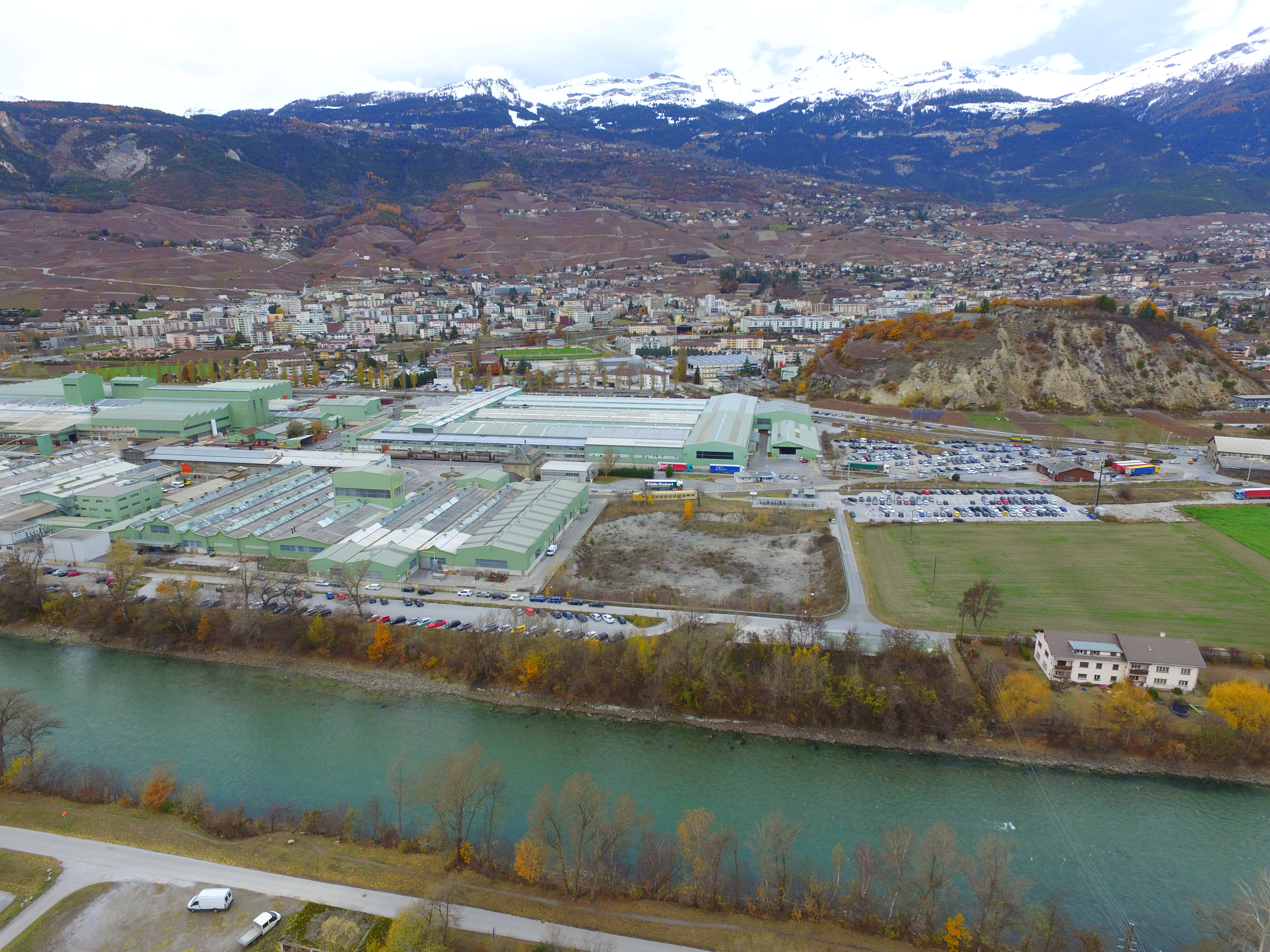
Vista aérea de una planta industrial en Suiza

La política industrial de un país es el conjunto de medidas tomadas por sus administraciones públicas para animar el desarrollo y crecimiento de parte o todo el sector de fabricación, así como otros sectores de la economía. El gobierno toma las medidas «dirigidas a mejorar la competitividad y la capacidad de las empresas nacionales, y a promover la transformación estructural.» La infraestructura de un país (vías de transporte, telecomunicaciones e industria de la energía) tiene una importancia clave en el sector de manufacturas, y por tanto las medidas de mejora de la infraestructura pueden ser una parte fundamental de la política industrial.
Las políticas industriales se dirigen a sectores concretos, a diferencia de las políticas macroeconómicas, que son más amplias y horizontales, como la restricción del crédito o la variación del gravamen a las ganancias del capital. Ejemplos tradicionales de políticas industriales que implican acciones sectorialmente específicas son proteger la industria textil nacional de importaciones (normalmente mediante aranceles a las importaciones textiles) y subvencionar las industrias  exportadoras. Como políticas industriales más contemporáneas pueden citarse el apoyo a las conexiones entre empresas y el fomento de tecnologías troncales. Las políticas industriales son medidas intervencionistas propias de países de economía mixta.
Muchos tipos de políticas industriales contienen elementos comunes a otros tipos de prácticas intervencionistas como la política comercial o la política fiscal. Un ejemplo típico de política industrial es la industrialización por sustitución de importaciones, donde se imponen temporalmente barreras comerciales a algunos sectores clave con la esperanza de que las industrias nacionales aprovecharán estas barreras para hacerse un hueco en el mercado nacional. Protegiendo selectivamente a ciertos sectores, se les da tiempo para aprender (aprender haciendo) y actualizarse. Cuando estos sectores ya son suficientemente competitivos, se eliminan las barreras para exponerlos al mercado internacional.

## Historia
Los argumentos tradicionales para las políticas industriales se remontan al siglo XVIII. El Informe sobre el asunto de las manufacturas (1791) del economista y político estadounidense Alexander Hamilton, ya contenía argumentos a favor de la protección selectiva de algunas industrias, así como el trabajo del economista alemán Friedrich List. Las opiniones de List sobre el comercio libre se contradecían explícitamente con las de Adam Smith, quien, en La riqueza de las naciones, dijo que «el método más ventajoso en que una nación puede hacer progresar a sus propios artesanos, fabricantes y mercaderes es conceder la más perfecta libertad de comercio a artesanos, fabricantes y mercaderes de todas las demás naciones.» Los argumentos de List y otros fueron posteriormente recogidos por los primeros estudiosos de la economía del desarrollo, como Albert O. Hirschman y Alexander Gerschenkron, que pidieron la promoción selectiva de sectores clave para superar el atraso económico.
Segun Carl Prince y Seth Taylor, historiadores de la Universidad de Nueva York, «(...) la relación entre el Gobierno de los Estados Unidos y su industria nunca ha sido sencilla, y las etiquetas utilizadas a lo largo del tiempo para categorizarla son a menudo engañosas, si no falsas. A comienzos del siglo XIX, por ejemplo, es bastante claro que la etiqueta laissez faire resulta inapropiada.» En los EE.UU., la administración de Jimmy Carter presentó explícitamente por primera vez en agosto de 1980 una política industrial, pero sería posteriormente desmantelada con la elección de Ronald Reagan el año siguiente.
Históricamente, hay un consenso creciente sobre que la mayoría de países desarrollados, como Reino Unido, Estados Unidos, Alemania y Francia, han intervenido activamente en su economía nacional a través de políticas industriales.[15] Estos ejemplos tempranos están seguidos por estrategias de sustitución de importaciones en países latinoamericanos como Brasil, México o Argentina. Más recientemente, el crecimiento rápido de economías del sudeste asiático, o de los países recientemente industrializados (NIC por sus siglas en inglés), también se ha asociado con políticas industriales activas que promovieron selectivamente la fabricación y facilitaron la transferencia de tecnología y la adaptación de las industrias.[16] El éxito de estas estrategias estatales de industrialización se atribuye a menudo a Estados desarrollistas y burocracias fuertes, como el Ministerio de Industria y Comercio de Japón.[17] Según Atul Kohli, de la Universidad de Princeton, la razón por la que antiguas colonias japonesas, como Corea del Sur, se desarrollaron tan rápida y exitosamente, fue que Japón les exportó el mismo desarrollo estatal centralizado que había utilizado en su provecho.[18] Más precisamente, el desarrollo de Corea del Sur puede explicarse porque siguió políticas industriales similares a las aplicadas por Reino Unido, EE.UU. y Alemania. El país asiático adoptó en 1964 además, por decisión propia, una industrialización orientada a la exportación, contraria a la política de sustitución de importaciones pregonada por organizaciones de ayuda internacional y expertos en aquel tiempo.
Sin embargo, muchas de estas políticas se ven hoy día como perjudiciales para el libre comercio, y  por ello varios acuerdos internacionales, como las Medidas para las Invesriones Relacionadas con el Comercio (TRIMS por sus siglas en inglés) o el Acuerdo sobre los Aspectos de los Derechos de Propiedad Intelectual relacionados con el Comercio (TRIPS), las restringen. En su lugar, las políticas industriales actualmente en boga promocionan los grupos empresariales locales (clústeres) y la integración en las cadenas de valor mundiales.
Durante la administración Reagan se lanzó una iniciativa económica, llamada Proyecto Sócrates, para detener o revertir la disminución de la capacidad de EE. UU. de competir en los mercados mundiales. Este proyecto, dirigido por Michael Sekora, resultó en una sistema informático de estrategia competitiva que se puso a disposición de la industria privada y de todas aquellas otras instituciones públicas y privadas con influencia en el crecimiento económico, la competitividad y la política comercial. Un objetivo clave del Proyecto Sócrates era utilizar tecnología avanzada para permitir cooperar a las instituciones estadounidenses públicas y privadas en el desarrollo y ejecución de estrategias competitivas sin violar las leyes existentes ni comprometer el espíritu de "mercado libre". A través de los avances tecnológicos de la era de la innovación, Sócrates proporcionaría una coordinación "voluntaria" pero "sistemática" de los recursos de las instituciones económicas: grupos industriales, organizaciones de servicios financieros, centros universitarios de investigación y agencias estatales de planificación económica. Mientras que la opinión de un presidente y del equipo Sócrates era que la tecnología hacía posible la existencia simultánea de la política industrial y del libre mercado, la administración George H. W. Bush, consideró a Sócrates política industrial y lo dejó sin fondos.
Tras la crisis financiera de 2008 muchas naciones, entre las que se cuentan EE. UU., Australia, Japón, el Reino Unido y más países de la Unión Europea, adoptaron políticas industriales. Sin embargo, la política industrial contemporánea generalmente acepta la globalización como un hecho y se centra en el crecimiento de industrias emergentes más que en el declive de las antiguas. A menudo implica que el Estado colabore con la industria para responder a retos y oportunidades. China es una de los casos más prominentes. Allí el gobierno central y los subnacionales todavía intervienen en casi todos los sectores y procesos económicos. Aunque han cobrado importancia los mecanismos de mercado, prevalece el control estatal. Para superar su retraso respecto a otros países industrializados, e incluso adelantarlos, «las actividades estatales de China se extienden a esfuerzos para impedir el dominio de tecnologías e inversores extranjeros en áreas consideradas clave, como las industrias estratégicas y las nuevas tecnologías», entre ellas robótica y vehículos eléctricos.
En 2014 la Unión Europea lanzó el plan Una política industrial integrada para la era de la globalización, con el objetivo de que este sector representase el 20 % del PIB en 2020. Este deseo de que la industria desempeñe un papel importante en la economía se debe a que se considera el sector que genera empleo de mayor calidad y más estable. Por ejemplo, en España en 2019 el 95 % de los empleados industriales trabajaban a tiempo completo con un 79 % de contratos indefinidos. También produce un efecto arrastre en el resto de la economía y contribuye al equilibrio territorial, porque las fábricas no tienden a concentrarse en las grandes urbes, al contrario que, por ejemplo, las empresas de servicios.

## Crítica
La crítica principal contra la política industrial surge del concepto de fallo del Estado. La política industrial es vista por algunos críticos como nociva porque se supone que el Estado carece de la información, de las capacidades y de los incentivos para determinar correctamente si los beneficios de favorecer a ciertos sectores en detrimento de otros superan a los costes. Y aunque consiguiera determinarlo, carecería de los elementos para aplicar políticas adecuadas. Mientras los cuatro tigres asiáticos proporcionaron ejemplos exitosos de intervenciones heterodoxas y políticas industriales proteccionistas, otras políticas industriales, como la de sustitución de importaciones, han fallado en muchas otras regiones como Latinoamérica o África subsahariana. Los gobiernos, al tomar decisiones por razones electorales o personales, pueden ser capturados por intereses espurios, dirigiendo la política industrial solo a la búsqueda de rentas por parte de la élite y distorsionando así la asignación eficaz de los recursos. Todo esto se resume en una célebre frase del ministro español Carlos Solchaga: «la mejor política industrial es la que no existe».

## Debates sobre qué política industrial aplicar y cómo hacerlo
Pese a las críticas, hay un consenso creciente en la reciente teoría del desarrollo sobre la necesidad de la intervención estatal cuando se da un fallo de mercado. Estos fallos del mercado a menudo toman la forma de externalidades o monopolios naturales y obstaculizan la aparición de un mercado que funcione bien. Se requieren entonces políticas industriales correctivas para asegurar la eficacia en la asignación de recursos de un mercado libre. Incluso los economistas relativamente escépticos reconocen ahora que la acción pública puede impulsar ciertos factores de desarrollo «más allá de lo que el mercado haría por sí mismo.» En la práctica, estas intervenciones se dirigen a menudo a regular las redes (eléctricas, gasistas o telefónicas), la infraestructura pública, la I+D, o a corregir asimetrías de información. Mientras que el debate actual ha dejado de rechazar las políticas industriales en general, todavía hay mucha polémica sobre qué políticas industriales son las más adecuadas.
Una cuestión clave es cuáles resultan más eficaces para promover el desarrollo económico. Por ejemplo, los economistas debaten si los países en desarrollo tendrían que centrarse en su ventaja comparativa y favorecer los productos y servicios intensivos en recursos y mano de obra, o bien deberían invertir en industrias de productividad alta, que solo pueden devenir competitivas a largo plazo.
También existe mucho debate sobre si los fallos del Estado son más dominantes y severos que los fallos del mercado. Algunos argumentan que, a menores capacidades estatales y rendición de cuentas, mayor es el riesgo de captura de las políticas industriales, captura que puede ser económicamente más nociva que los fallos del mercado existentes.
De particular relevancia para países en desarrollo son las condiciones bajo las cuales las políticas industriales pueden contribuir a la reducción de la pobreza, como centrarse en industrias concretas o la promoción de las conexiones entre compañías más grandes y empresas locales más pequeñas.
En 2019 la Federación de la Industria Alemana pidió una política industrial alemana y europea, con mayor gasto público en investigación, desarrollo, educación y tecnologías, para poder competir con China y Estados Unidos. A raíz de ello la comisaria europea de competencia, Margrethe Vestager afirmaba que el término "política industrial" se había vuelto algo tóxico, ya que se empleaba para designar la selección de empresas campeonas en vez de la corrección de los fallos de mercado.
El 10 de marzo de 2020 la Comisión Europea presentó la estrategia industrial europea, que propone defender la propiedad intelectual e industrial, luchar contra las subvenciones que reciben industrias de fuera de la UE, conseguir la neutralidad de carbono, fomentar la innovación, la inversión y las habilidades de las personas.